# Marcello Bravo
Marcello Bravo (ur. 4 stycznia 1978 w Mödlingu) – austriacki akrobata, tancerz, striptizer, reżyser i aktor filmów pornograficznych.

## Wczesne lata
Urodził się w Mödlingu, we wschodniej Austrii, w kraju związkowym Dolna Austria, powiecie Mödling. W latach 1985–1989 uczęszczał do szkoły podstawowej, a w latach 1989–1993 naukę kontynuował w nowoczesnej szkole średniej. W latach 1996–2000 uczył się zawodu jako mechanik samochodowy.

## Kariera sportowa
W latach 1994–1996 grał w austriackim klubie piłkarskim Rapid Wiedeń. W 2005 rozpoczął swoją przygodę z akrobatyką, a rok potem (2006) związał się z agencją Eventstars. W październiku 2007 w Berlinie intensywnie zajmował się akrobacjami gruntowymi i akrobacjami lotniczymi, a także żonglowaniem, ogniem i światłem, lotnymi jedwabiami czy anteną sieci. Bravo osiągnął światową sławę na polu PoleSport & Dance. Jego występy zaprowadziły go do Las Vegas, Sydney, Brazylii i wielu innych krajów, gdzie swoimi akrobacjami zdobył uznanie publiczności i jurorów. Zdobył kolekcję nagród: mistrza świata, czterokrotnego mistrza kraju, tytuł Mr. Poledance Global i udział w Pole Fitness Arnold Classics. W styczniu 2015 znalazł się na okładce niemieckiego kwartalnika „Pole Art”, wydanego w Halle (Saale).  

## Kariera w branży porno
W 2003 podjął pracę jako tancerz go go i striptizer. Przez ponad dziesięć lat Marcello Bravo był jednym z najbardziej znanych striptizerów w Europie. Poprzez indywidualne pokazy z ozdobnymi kostiumami i choreografiami stał się też znany w Stanach Zjednoczonych.
W 2008 zaczął pojawiać w scenach erotycznych. Współpracował z wieloma firmami producenckimi, takimi jak Videorama (2008–2011), Inflagranti (2008–2011) czy Erotic4fun (2009–2012). Występował pod pseudonimami: Marcus, Marcello, Martin, Mark i Markus. 
„Byłem akrobatą powietrznym, co wymagało dużego skupienia. Wykorzystuję tę umiejętność, aby podczas długich scen móc się skupić i nie poddawać. Ta siła psychiczna to mój wyjątkowy atut.” (Marcello Bravo).
W lutym 2010 jego występ z Hally Thomas został uznany jako „Najlepsza akrobatyczna scena seksu”. W filmie Gremo mi po svoje (2012) wystąpił ze słowiańską aktorką La Toyą.
W kwietniu 2013 podpisał kontrakt z amerykańską wytwórnią X–art.com. W 2014 wziął udział w austriackim programie Österreichischer Rundfunk Herr Ostrowski sucht das Glück. W 2016 zdobył nominację do AVN Award w kategorii „Najlepsza scena chłopak/dziewczyna” z Little Caprice w filmie In Love with Little Caprice (2015). W marcu 2017 w austriackim magazynie „Woman” opublikowano artykuł o związku Bravo i Little Caprice i wywiad z Bravo w „Kronen Zeitung”, w listopadzie 2020 w niemieckojęzycznej edycji magazynu „Playboy” ukazał się dwustronicowy wywiad z Bravo i Caprice. 
W 2018 otrzymał XBIZ Europa Award w kategorii „Najlepsza scena seksu – Glamcore” z Little Caprice w filmie Gaping for My Husband’s Boss (2017). W 2018 i 2019 podczas międzynarodowych targów erotycznych Venus Berlin odebrał nagrodę dla najlepszego aktora
W 2020 zagrał główną rolę w grze online Nutaku Chick Empire, w której wystąpiła także jego żona Little Caprice. W 2021 Bravo znalazł się na liście z ośmioma nominacjami do nagrody przyznanej przez amerykańskie czasopismo „Adult Video News”, w tym najlepszy reżyser, wykonawca zagraniczny roku i najlepsza scena filmowa. W produkcji Video Marc Dorcel Zemsta (Revenge, 2022) wcielił się w rolę rosyjskiego playboya Igora.

## Życie prywatne
W 2012 na Venus Berlin Expo w Niemczech poznał czeską modelkę Little Caprice. W 2016 w Las Vegas zawarli związek małżeński. Wystąpili też razem w wielu produkcjach.

## Nagrody i nominacje
| Rok  | Nagroda                                                  | Kategoria                                                         | Film                                                               | Inni wykonawcy                                                                     | Rezultat                  |
| ---- | -------------------------------------------------------- | ----------------------------------------------------------------- | ------------------------------------------------------------------ | ---------------------------------------------------------------------------------- | ------------------------- |
| 2013 | Nagroda w Brnie                                          | Najlepszy na świecie striptizer                                   | –                                                                  | –                                                                                  | 1 miejsce                 |
| 2013 | Nagroda w Pradze                                         | Najlepszy tancerz egzotyczny                                      | –                                                                  | –                                                                                  | 3 miejsce                 |
| 2013 | Mr Pole Dance Austria                                    | Najlepszy tancerz na rurze                                        | –                                                                  | –                                                                                  | 1 miejsce                 |
| 2014 | Arnold Classic Europe                                    | Kulturystyka fitness w Madrycie                                   | –                                                                  | –                                                                                  | 2 miejsce                 |
| 2014 | Mr Pole Dance Austria                                    | Najlepszy tancerz na rurze                                        | –                                                                  | –                                                                                  | 1 miejsce                 |
| 2014 | Pole Sport Roma International                            | Taniec na rurze                                                   | –                                                                  | –                                                                                  | 1 miejsce                 |
| 2015 | Pole Sport Cesenatico International                      | Taniec na rurze                                                   | –                                                                  | –                                                                                  | 1 miejsce                 |
| 2015 | Pole Art Genf                                            | Taniec na rurze                                                   | –                                                                  | –                                                                                  | 3 miejsce                 |
| 2015 | Pole Sport - International Pole Sports Federation (IPSF) | Rekordzista świata                                                | –                                                                  | –                                                                                  | 40,0 pkt                  |
| 2015 | Las Vegas Pole Expo                                      | Najlepszy tancerz na rurze                                        | –                                                                  | –                                                                                  | 2 miejsce                 |
| 2015 | World Pole Sport London                                  | Najlepszy tancerz na rurze                                        | –                                                                  | –                                                                                  | 3 miejsce                 |
| 2015 | Mr Pole Dance Austria                                    | Najlepszy tancerz na rurze                                        | –                                                                  | –                                                                                  | 1 miejsce                 |
| 2015 | Pan Pole Dance Globe (Niemcy)                            | Najlepszy tancerz na rurze                                        | –                                                                  | –                                                                                  | 1 miejsce (Mistrz Świata) |
| 2016 | AVN Award                                                | Najlepsza scena seksu chłopak/dziewczyna                          | In Love with Little Caprice (2015)                                 | Little Caprice                                                                     | Nominacja                 |
| 2016 | Las Vegas Pole Expo                                      | Najlepszy tancerz na rurze                                        | –                                                                  | –                                                                                  | 3 miejsce                 |
| 2016 | Mr Poledance Austria                                     | Najlepszy tancerz na rurze                                        | –                                                                  | –                                                                                  | 1 miejsce                 |
| 2017 | Polearts Italy Best Entertainer                          | Najlepszy tancerz na rurze                                        | –                                                                  | –                                                                                  | Wygrana                   |
| 2018 | Xbiz Europa Award                                        | Najlepsza scena seksu – Glamcore                                  | Gaping for My Husband’s Boss (2017)                                | Little Caprice                                                                     | Wygrana                   |
| 2018 | Venus Award                                              | Najlepszy aktor                                                   | –                                                                  | –                                                                                  | Wygrana                   |
| 2019 | AVN Award                                                | Najlepsza scena seksu oralnego                                    | Blowjob Queen (2018)                                               | Little Caprice                                                                     | Nominacja                 |
| 2019 | AVN Award                                                | Najlepsza scena seksu chłopak/dziewczyna w zagranicznej produkcji | Deserved Pleasure (2018)                                           | Little Caprice                                                                     | Nominacja                 |
| 2019 | Xbiz Europa Award                                        | Najlepsza scena seksu – Glamcore                                  | French Fantasy (2018)                                              | Emily Angel i Mike Angelo                                                          | Nominacja                 |
| 2019 | Venus Award                                              | Najlepszy aktor                                                   | –                                                                  | –                                                                                  | Wygrana                   |
| 2020 | AVN Award                                                | Najlepsza zagraniczna scena seksu grupowego                       | WeCumtoYou Part 9 (2019)                                           | Katy Rose, Little Caprice i Ricky Rascal                                           | Nominacja                 |
| 2020 | AVN Award                                                | Najlepsza scena triolizmu (dziewczyna/dziewczyna/chłopak)         | Sugar Daddy Sharing (Threesome Fantasies 5, 2019)                  | Tori Black i Little Caprice                                                        | Nominacja                 |
| 2021 | AVN Award                                                | Nagroda fanów: Ulubiony gwiazdor                                  | –                                                                  | –                                                                                  | Nominacja                 |
| 2021 | AVN Award                                                | Najlepsza zagraniczna scena seksu analnego                        | Anal Muse (2020)                                                   | Little Caprice                                                                     | Nominacja                 |
| 2021 | AVN Award                                                | Najlepsza zagraniczna scena seksu oralnego                        | POVdreams – Lets Suck the Pool Boy (2020)                          | Little Caprice                                                                     | Nominacja                 |
| 2021 | AVN Award                                                | Najlepsza scena seksu POV                                         | POVDreams – Public Ibiza Sex (2020)                                | Little Caprice                                                                     | Nominacja                 |
| 2021 | AVN Award                                                | Najlepsza scena seksu w wirtualnej rzeczywistości                 | Fuck Me Little Caprice (2020)                                      | Little Caprice                                                                     | Nominacja                 |
| 2021 | AVN Award                                                | Najlepsza zagraniczna scena seksu grupowego                       | Nassty – Ice Ice Baby (2020)                                       | Lika Star i Little Caprice                                                         | Nominacja                 |
| 2021 | AVN Award                                                | Wykonawca zagraniczny roku                                        | –                                                                  | –                                                                                  | Nominacja                 |
| 2021 | AVN Award                                                | Najlepsza reżyseria – zawartość witryny / sieci                   | –                                                                  | –                                                                                  | Nominacja                 |
| 2021 | XRCO Award                                               | Najlepszy reżyser internetowy                                     | –                                                                  | –                                                                                  | Nominacja                 |
| 2022 | AVN Award                                                | Najlepsza reżyseria — baner / sieć                                | Little Caprice Dreams                                              | –                                                                                  | Nominacja                 |
| 2022 | AVN Award                                                | Najlepsza międzynarodowa scena seksu chłopak / dziewczyna         | NASSTYx – Unersättliche Leidenschaft (2021)                        | Isabella De Laa                                                                    | Nominacja                 |
| 2022 | AVN Award                                                | Najlepsza międzynarodowa scena seksu analnego                     | Anal for Caprice (2021)                                            | Little Caprice                                                                     | Nominacja                 |
| 2022 | AVN Award                                                | Najlepsza scena seksu oralnego                                    | POVDreams Sunrise Blow (2021)                                      | Little Caprice                                                                     | Nominacja                 |
| 2022 | AVN Award                                                | Najlepsza scena seksu POV                                         | POVdreams Sunbathing Surprise (2021)                               | Little Caprice                                                                     | Nominacja                 |
| 2022 | Xbiz Europa Award                                        | Reżyser roku                                                      | –                                                                  | –                                                                                  | Nominacja                 |
| 2022 | Xbiz Europa Award                                        | Najlepsza scena seksu — Glamcore                                  | Xpervo Nymphomaniacs (2021)                                        | Little Caprice i Talia Mint                                                        | Nominacja                 |
| 2022 | Xbiz Europa Award                                        | Najlepsza scena seksu — film fabularny                            | Revenge (2022)                                                     | Carolina Cherry, Clea Gaultier, Anissa Kate, Cherry Kiss, Clara Mia i Emily Willis | Nominacja                 |
| 2023 | AVN Award                                                | Najlepsza międzynarodowa scena seksu grupowego                    | Revenge (2022)                                                     | Carolina Cherry, Clea Gaultier, Anissa Kate, Cherry Kiss, Clara Mia i Emily Willis | Nominacja                 |
| 2023 | AVN Award                                                | Najlepsze portfolio reżyserskie – międzynarodowe                  | –                                                                  | –                                                                                  | Nominacja                 |
| 2023 | AVN Award                                                | Najlepsza międzynarodowa scena seksu analnego                     | Wicked Games (2022)                                                | Angelika Grays                                                                     | Nominacja                 |
| 2023 | AVN Award                                                | Najlepsza międzynarodowa scena seksu grupowego                    | Nymphomaniacs (2022)                                               | Little Caprice i Talia Mint                                                        | Nominacja                 |
| 2023 | AVN Award                                                | Najlepsza scena seksu POV                                         | Little Caprice Fuck a Stranger (2022)                              | Little Caprice                                                                     | Nominacja                 |
| 2023 | AVN Award                                                | Międzynarodowy wykonawca roku                                     | –                                                                  | –                                                                                  | Nominacja                 |
| 2023 | Xbiz Europa Award                                        | Reżyser roku                                                      | –                                                                  | –                                                                                  | Nominacja                 |
| 2023 | Xbiz Europa Award                                        | Najlepsza scena seksu — film fabularny                            | Mission XXX Impossible (2022)                                      | Cherry Kiss i Thomas Stone                                                         | Nominacja                 |
| 2024 | AVN Award                                                | Najlepsze portfolio reżyserskie – międzynarodowe                  | –                                                                  | –                                                                                  | Nominacja                 |
| 2024 | AVN Award                                                | Najlepsza międzynarodowa scena seksu analnego                     | Anal Delicious Little Caprice (2023)                               | Little Caprice                                                                     | Nominacja                 |
| 2024 | AVN Award                                                | Najlepsza międzynarodowa scena seksu chłopak/dziewczyna           | Mystery Man (2023)                                                 | Lia Lin                                                                            | Nominacja                 |
| 2024 | AVN Award                                                | Najlepsza międzynarodowa scena seksu grupowego                    | Newly Engaged Swingers (2023)                                      | Little Caprice, Rika Fane i Stanley Johnson                                        | Wygrana                   |
| 2024 | AVN Award                                                | Najlepsza scena seksu oralnego                                    | Little Caprice & Stacy Cruz: We Blow Him Away (2023)               | Little Caprice                                                                     | Nominacja                 |
| 2024 | AVN Award                                                | Najlepsza scena seksu POV                                         | Police Caught Us (2023)                                            | Nata Gold                                                                          | Nominacja                 |
| 2024 | AVN Award                                                | Międzynarodowy wykonawca roku                                     | –                                                                  | –                                                                                  | Nominacja                 |
| 2024 | Czeska nagroda erotyczna (Erotický veletrh Erofest)      | Najlepszy reżyser zagraniczny 2023                                | –                                                                  | –                                                                                  | Wygrana                   |
| 2024 | Xbiz Europa Award                                        | Reżyser roku                                                      | –                                                                  | –                                                                                  | Nominacja                 |
| 2024 | Xbiz Europa Award                                        | Najlepsza scena seksu w filmie fabularnym                         | The Price of Temptation (2023)                                     | Chloé Duval, Mariska, Clémence Audiard i James Duval                               | Nominacja                 |
| 2025 | AVN Award                                                | Nagroda fanów: Ulubiony gwiazdor porno                            | –                                                                  | –                                                                                  | Nominacja                 |
| 2025 | AVN Award                                                | Najlepsze portfolio reżyserskie – międzynarodowe                  | –                                                                  | –                                                                                  | Nominacja                 |
| 2025 | AVN Award                                                | Międzynarodowy wykonawca roku                                     | –                                                                  | –                                                                                  | Nominacja                 |
| 2025 | AVN Award                                                | Najlepsza międzynarodowa scena seksu analnego                     | Ass Packed (2024)                                                  | Martina Smeraldi                                                                   | Nominacja                 |
| 2025 | AVN Award                                                | Najlepsza scena seksu oralnego                                    | Tinder Date (2024)                                                 | Little Caprice i Eve Sweet                                                         | Nominacja                 |
| 2025 | AVN Award                                                | Najlepsza scena seksu POV                                         | Extreme Orgasm (2024)                                              | Matty Mila Perez                                                                   | Nominacja                 |
| 2025 | XMA Europa Award                                         | Wykonawca roku                                                    | –                                                                  | –                                                                                  | Nominacja                 |
| 2025 | XMA Europa Award                                         | Reżyser roku — twórczość niefabularna                             | –                                                                  | –                                                                                  | Nominacja                 |
| 2025 | XMA Europa Award                                         | Reżyser roku — praca Indywidualna                                 | WeCumToYou: Love & Lust (Little Caprice Dreams)                    | –                                                                                  | Nominacja                 |
| 2025 | XMA Europa Award                                         | Najlepsza scena seksu w filmie fabularnym                         | WeCumToYou: Love & Lust (2024)                                     | Little Caprice, Eve Sweet i Matthew Meier                                          | Nominacja                 |
| 2025 | XMA Europa Award                                         | Najlepsza scena seksu — winieta                                   | Buttmuse Rekindling Desire Britney Dutch Double DP Creampie (2024) | Britney Dutch i Matthew Meier                                                      | Nominacja                 |
| 2025 | XMA Europa Award                                         | Najlepsza scena seksu – cały seks                                 | Buttmuse Anal Divas (2024)                                         | Little Caprice i Catherine Knight                                                  | Nominacja                 |
| 2025 | XMA Europa Award                                         | Najlepsza scena seksu – cały seks                                 | Xpervo Said and Done Era Queen (2024)                              | Era Queen                                                                          | Nominacja                 |
| 2025 | XMA Europa Award                                         | Najlepsza scena seksu — wirtualna rzeczywistość                   | Head Over Heels for the Boss (2024)                                | Little Caprice                                                                     | Nominacja                 |
| 2025 | XMA Europa Award                                         | Najlepsza scena seksu — wirtualna rzeczywistość                   | Britney Dutch – Fuck Me Please (2024)                              | Britney Dutch                                                                      | Nominacja                 |